# Lasioglossum ounuense
Lasioglossum ounuense är en biart som först beskrevs av Cheesman och Perkins 1939.  Lasioglossum ounuense ingår i släktet smalbin, och familjen vägbin. Inga underarter finns listade i Catalogue of Life.